# Качер, Алеса Михайловна
Алеса Михайловна Качер (род. 9 мая 1987, Минск) — белорусская актриса.

## Биография
Алеса Качер родилась 9 мая 1987 года в Минске. После окончания школы в 2004 году поступила во ВГИК на актёрский факультет (мастерская А. С. Ленькова), который окончила в 2008 году с красным дипломом. Сразу после выпуска Алеса начинает активно сниматься в кино, причём не только в российском, но и в картинах ближнего и дальнего зарубежья — Беларусь, Украина, Азербайджан, Иран и др.
Наибольшую популярность Алеса Качер получила, сыграв главную роль в полнометражном фильме Александра Баршака «12 месяцев», который вышел на большие экраны кинотеатров в 2013 году. Партнёрами Алесы на съёмочной площадке стали такие известные личности как Армен Джигарханян, Артур Смольянинов, Екатерина Гусева, Иван Дорн и др.

## Творчество

### Вокал
- 2010 — «Стану ветром» (муз. О. Шаумаров, сл. А. Байдо)

### Клипы
- 2010 — «Стану ветром» (Алеса Качер)
- 2008 — «За руки ловил» (группа «Оливер Твист»)
- 2015 — «Самый Лучший Человек на Земле» (певец Илья Гуров)
- 2018 — «Я не верю» (певец Олег Шаумаров)

### Модель
Алеса Качер является лицом ювелирных брендов, брендов дизайнерской одежды и российской косметики.

### Титулы и награды
Алеса Качер — победительница конкурса красоты и обладательница титула «Краса Москвы-2013»

### Роли в спектаклях
- 2012 −2013 — «Вероника решает умереть» — Роза — Театр Юрия Васильева[1].
- с 2016 — «Невеста напрокат» — Ирэн — Театр Антрепризы.

### Фильмография
- 1996 — Шуточка — Ванда
- 2004 — Дикие звери мира
- 2007 — Татьяна — Джульетта
- 2007 — Золушка.ru — эпизод
- 2008 — Сердцеедки — Марина
- 2008 — УГРО. Простые парни 2 — Альбина
- 2009 — Братаны — Света Орыш
- 2009 — Голоса рыб — стервозная сердцеедка
- 2009 — Подарок судьбы — эпизод
- 2009/2010 — Кармелита. Цыганская страсть — Лила
- 2010 — Белый налив — Марина, аспирантка
- 2010 — Тихий центр — Ольга, фотомодель, жена Вадима
- 2011 — Актриса — Лала
- 2011 — Братья — Алиса, стриптизёрша
- 2011 — Вкус граната — Ферида, наложница шейха Надира
- 2011 — Наследница — Паулина, фотомодель
- 2011 — Пыльная работа — Таня Штерн
- 2012 — Дежурный ангел 2 (телесериал) — Кристина
- 2012 — Репарация — лейтенант Гурани
- 2012 — Солнцеворот — Маша
- 2012 — Цвет черёмухи — Рада
- 2013 — 12 месяцев — Маша Смирнова
- 2013 — Лютый — жена Нестерова
- 2013 — Первая любовь
- 2014 — Если ты не со мной — Роза Ветрова
- 2014/2015 — Степные волки — Светка
- 2015 — Верю не верю — Алла, старший лейтенант
- 2016 — Светофор — Дарья, девушка Вани
- 2016 — Соврёшь — умрёшь — Светлана
- 2017 — Оперетта капитана Крутова — Мария Скворцова
- 2017 — Сезон любви — Эля
- 2017 — Старушки в бегах — Ира
- 2018 — Гроздья винограда — Ольга Савельева
- 2018 — Случайная невеста — Света

## Личная жизнь
Замужем. Муж — Вахтанг Беридзе, актёр (род. 25 декабря 1980). Сын — Александр (род. 6 марта 2019). Алеса познакомилась с Вахтангом на съёмках фильма «Гроздья винограда». В 2017 году пара обручилась. Алеса и Вахтанг расписались в Москве, в день Казанской иконы Божией Матери 21 июля 2018 года.